# Ера-Лессін
Ера-Лессін (нім. Ehra-Lessien) — громада в Німеччині, розташована в землі Нижня Саксонія. Входить до складу району Гіфгорн. Складова частина об'єднання громад Броме.
Площа — 56,08 км2. Населення становить 2051 ос. (станом на 31 грудня 2021).